# Bombardement de Madras
Première Guerre mondiale
Le bombardement de Madras est un engagement de la Première Guerre mondiale, à Madras (aujourd'hui Chennai), aux Indes britanniques. Le bombardement a été initié par le croiseur léger allemand Emden.
Dans la nuit du 22 septembre 1914, le SMS Emden avec aux commandes le capitaine Karl von Müller (en) s'approcha doucement de la ville de Madras, sur la côte sud-est de la péninsule indienne. Comme il l'écrivit plus tard : « j'envisageais ce bombardement simplement comme une démonstration pour susciter l'intérêt parmi la population indienne, de troubler le commerce anglais, afin de diminuer le prestige des Anglais. » Après être entré dans la zone portuaire de Madras, Müller a illuminé six grands réservoirs de pétrole appartenant à la Burmah Oil Company (en) avec ses projecteurs, puis a tiré à une distance de 3 000 mètres. Après dix minutes de tir, l'Emden avait frappé cinq réservoirs et détruit plus d'1 300 000 litres de carburant, avant de réussir à s'échapper.

## Lectures complémentaires
- (en) Thomas R. Frame, No pleasure cruise : the story of the Royal Australian Navy, Crows Nest, N.S.W, Allen & Unwin, 2004, 336 p. (ISBN 978-1-74114-233-4, OCLC 249479050, présentation en ligne).
- A. A. Hoehling,  Lonely Command a Documentary, Thomas Yoseloff, Inc., 1957.
- (en) Edwin P. Hoyt, The last cruise of the Emden : The Amazing True WWI Story of a German-Light Cruiser and Her Courageous Crew, Guilford, Conn, Lyons Press, 2001 (1re éd. 1966), 242 p. (ISBN 978-1-58574-382-7, OCLC 48645335).
- Franz Joseph, Prince of Hohenzollern, Emden: My Experiences in S.M.S. Emden, New York: G. Howard Watt, 1928.
- (en) R. K. Lochner, The Last Gentleman-Of-War : The Raider Exploits of the Cruiser Emden, Annapolis, Md, Naval Institute Press, 1988, 321 p. (ISBN 978-0-87021-015-0, OCLC 464466402).
- (en) Fred McClement, Guns in paradise, Markham, Ont, PaperJacks, 1979, 252 p. (ISBN 978-0-7701-0116-9, OCLC 421938063).
- (en) Hellmuth Mücke, The Emden-Ayesha adventure : German raiders in the South Seas and beyond, 1914, Annapolis, Md, Naval Institute Press, 2000, 189 p. (ISBN 978-1-55750-873-7, OCLC 464565643).
- (en) Paul Schmalenbach, German raiders : a history of auxiliary cruisers of the German Navy, 1895-1945, Annapolis, Md, Naval Institute Press, 1979, 144 p. (ISBN 978-0-87021-824-8, OCLC 1001441820).
- (en) Dan van der Vat, Gentlemen of war : the amazing story of Captain Karl von Müller and the S.M.S. Emden, New York, Morrow, 1984 (1re éd. 1983), 205 p. (ISBN 978-0-688-03115-2, OCLC 10616823).
- (en) John Walter, The Kaiser's pirates : German surface raiders in World War One, Annapolis, Md, Naval Institute Press, 1994, 192 p. (ISBN 978-1-55750-456-2, OCLC 31258201).